# Dagmar Rom
Dagmar Rom, po mężu Peis (ur. 16 czerwca 1928 w Innsbrucku, zm. 13 października 2022 tamże) – austriacka narciarka alpejska, srebrna medalistka olimpijska i trzykrotna medalistka mistrzostw świata.

## Kariera
Pierwsze sukcesy w karierze Dagmar Rom odniosła w 1947 roku, kiedy wygrała zawody FIS w Davos, triumfując w zjeździe, slalomie oraz kombinacji. W tym samym roku zdobyła też mistrzostwo kraju w biegu zjazdowym, slalomie i gigancie. Znalazła się w składzie reprezentacji Austrii na igrzyska olimpijskie w Sankt Moritz w 1948 roku, jednak na jednym z treningów zerwała więzadła i nie mogła wystąpić w żadnej z konkurencji. W 1950 roku wystartowała na mistrzostwach świata w Aspen, gdzie zwyciężyła w gigancie i slalomie. Jej przewaga nad srebrną medalistką slalomu, Eriką Mahringer wyniosła zaledwie 0,1 sekundy. W 1952 roku wystąpiła na igrzyskach olimpijskich w Oslo, biorąc udział we wszystkich konkurencjach. Już w pierwszym starcie wywalczyła srebrny medal w gigancie, rozdzielając na podium Andrea Mead-Lawrence z USA oraz Niemkę Annemarie Buchner. Trzy dni później była piąta w zjeździe, a slalom ukończyła na 36. pozycji, upadając podczas pierwszego przejazdu. Po zakończeniu igrzysk wycofała się ze startów. Wyszła za mąż i urodziła dziecko, jednak w sezonie 1954-55 wróciła do narciarstwa. Po nieuzyskaniu miejsca w kadrze Austrii na igrzyska olimpijskie w Cortina d’Ampezzo w 1956 roku definitywnie zakończyła karierę.

## Osiągnięcia

### Igrzyska olimpijskie
| Miejsce | Dzień     | Rok  | Miejscowość | Konkurencja | Czas biegu | Strata  | Zwyciężczyni         |
| ------- | --------- | ---- | ----------- | ----------- | ---------- | ------- | -------------------- |
| 2.      | 14 lutego | 1952 | Oslo        | Gigant      | 2:06,8 min | +2,2 s  | Andrea Mead-Lawrence |
| 5.      | 17 lutego | 1952 | Oslo        | Zjazd       | 1:47,1 min | +2,7 s  | Trude Jochum-Beiser  |
| 36.     | 20 lutego | 1952 | Oslo        | Slalom      | 2:10,6 min | +57,3 s | Andrea Mead-Lawrence |

### Mistrzostwa świata
| Miejsce | Dzień     | Rok  | Miejscowość | Konkurencja | Czas biegu | Strata  | Zwyciężczyni         |
| ------- | --------- | ---- | ----------- | ----------- | ---------- | ------- | -------------------- |
| 1.      | 13 lutego | 1950 | Aspen       | Gigant      | 1:29,6 min | -       | -                    |
| 1.      | 15 lutego | 1950 | Aspen       | Slalom      | 1:47,8 min | -       | -                    |
| 9.      | 17 lutego | 1950 | Aspen       | Zjazd       | 2:06,6 min | ?       | Trude Jochum-Beiser  |
| 2.      | 14 lutego | 1952 | Oslo        | Gigant      | 2:06,8 min | +2,2 s  | Andrea Mead-Lawrence |
| 5.      | 17 lutego | 1952 | Oslo        | Zjazd       | 1:47,1 min | +2,7 s  | Trude Jochum-Beiser  |
| 36.     | 20 lutego | 1952 | Oslo        | Slalom      | 2:10,6 min | +57,3 s | Andrea Mead-Lawrence |